# Zakazane piosenki

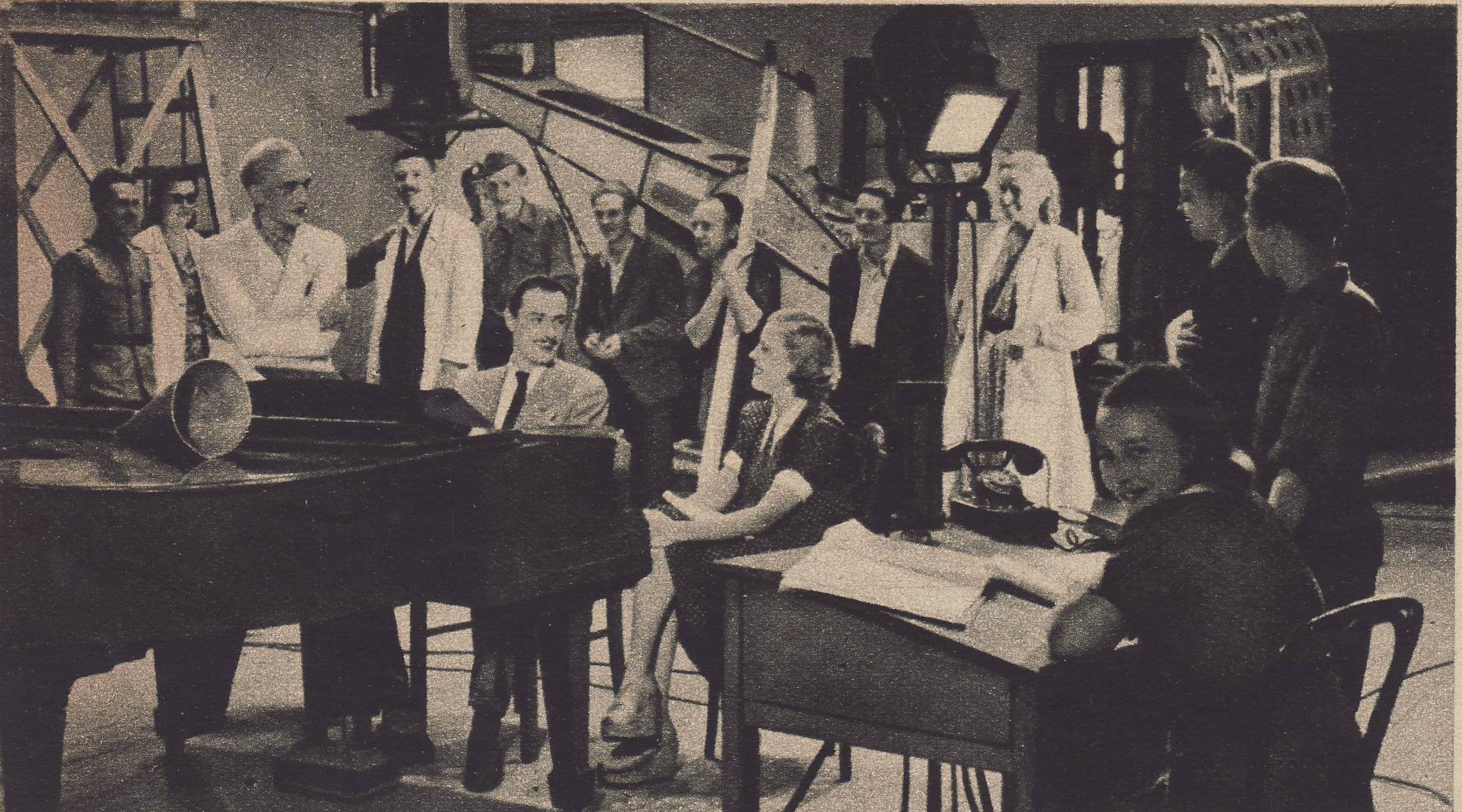
Kadr z filmu z Jerzym Duszyńskim

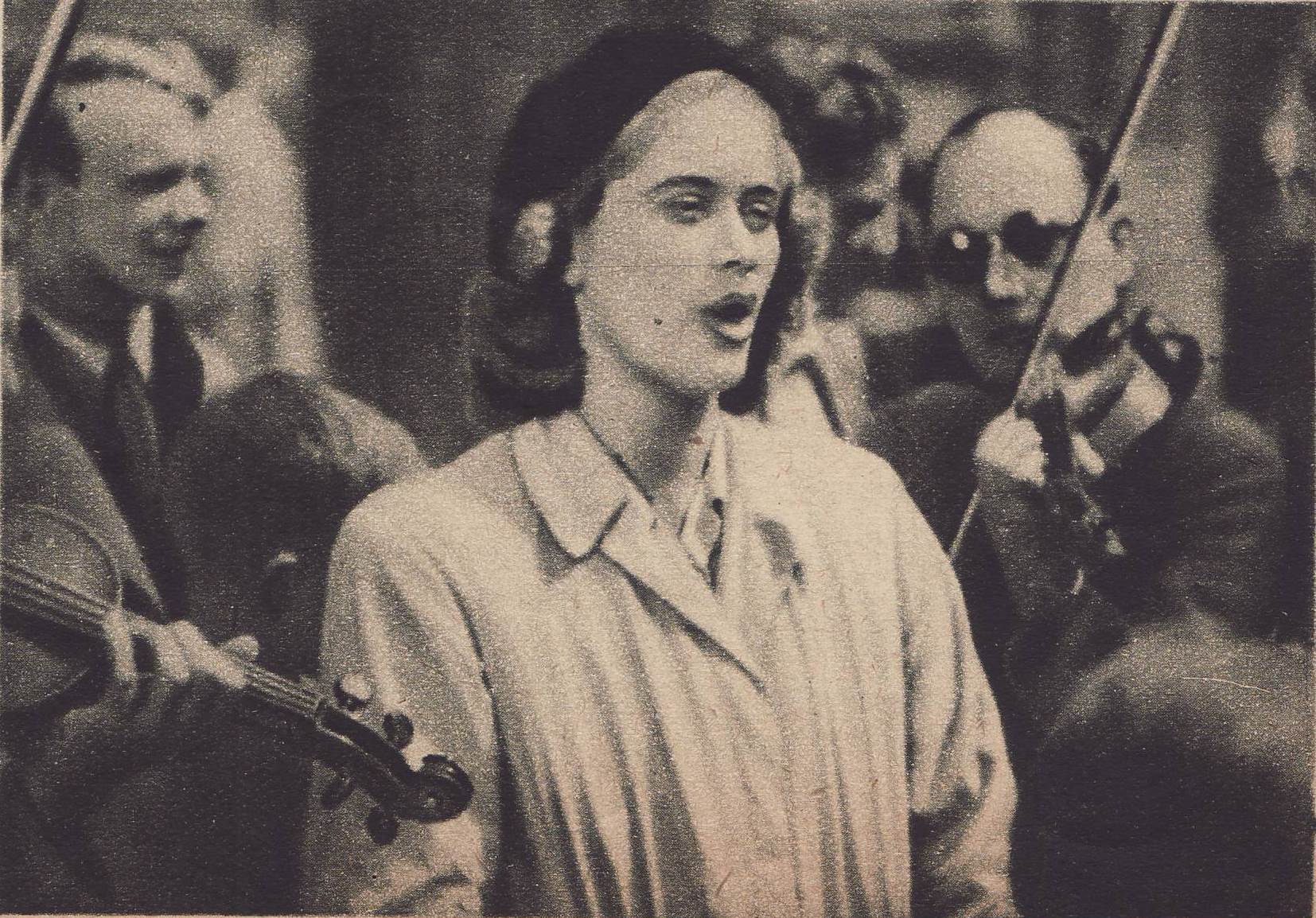
Kadr z filmu z Aliną Janowską

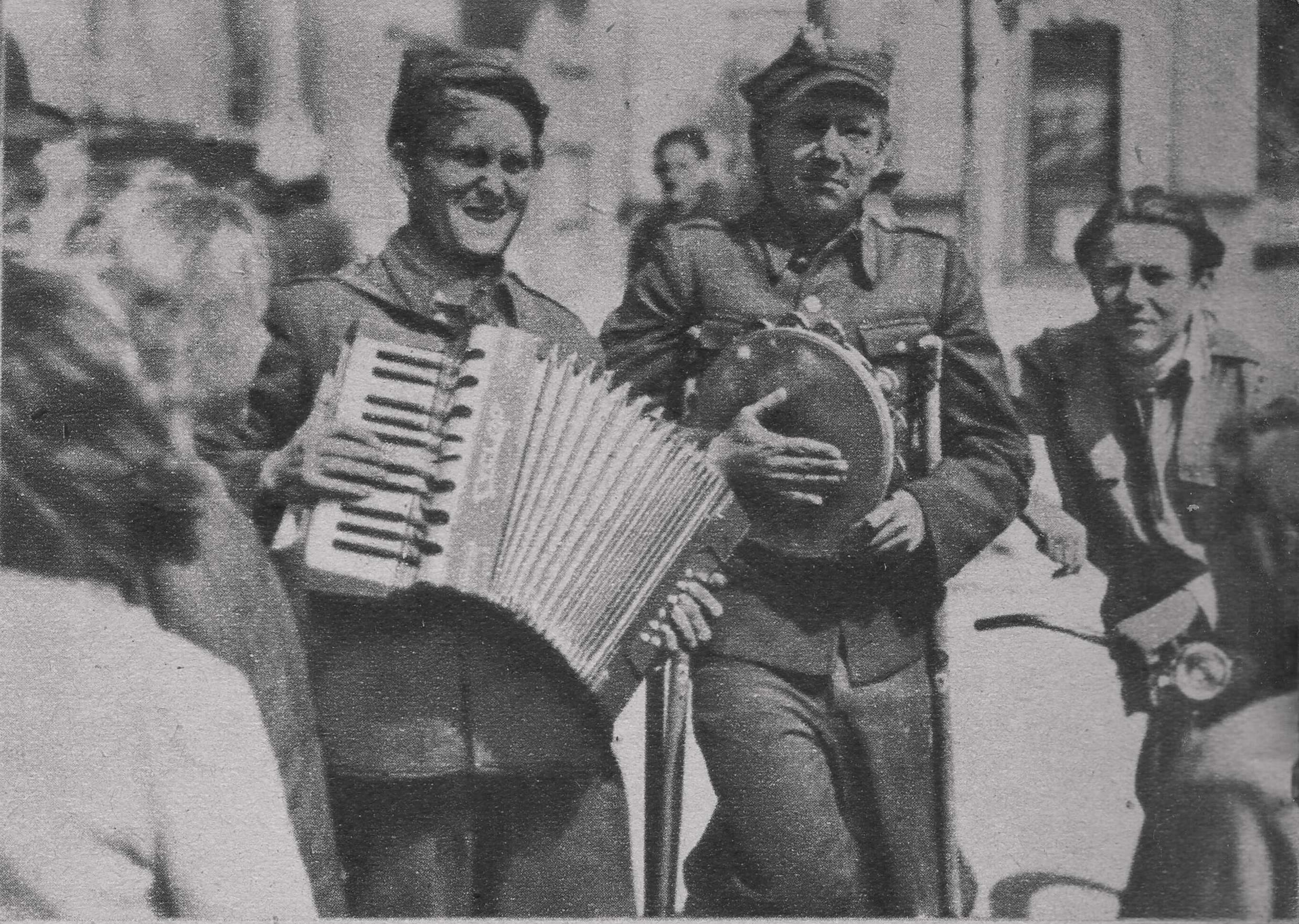
Kadr z filmu z Leonem Pietraszkiewiczem i Czesławem Piaskowskim

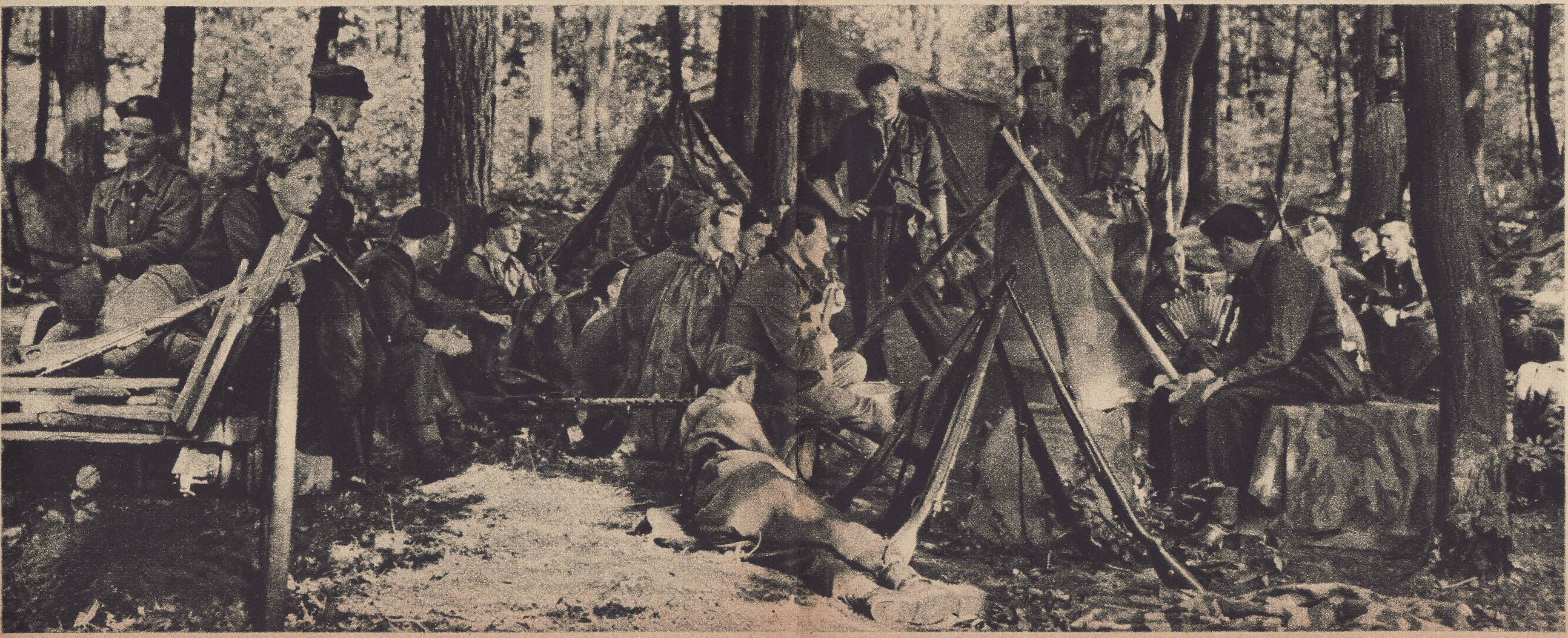
Kadr z filmu

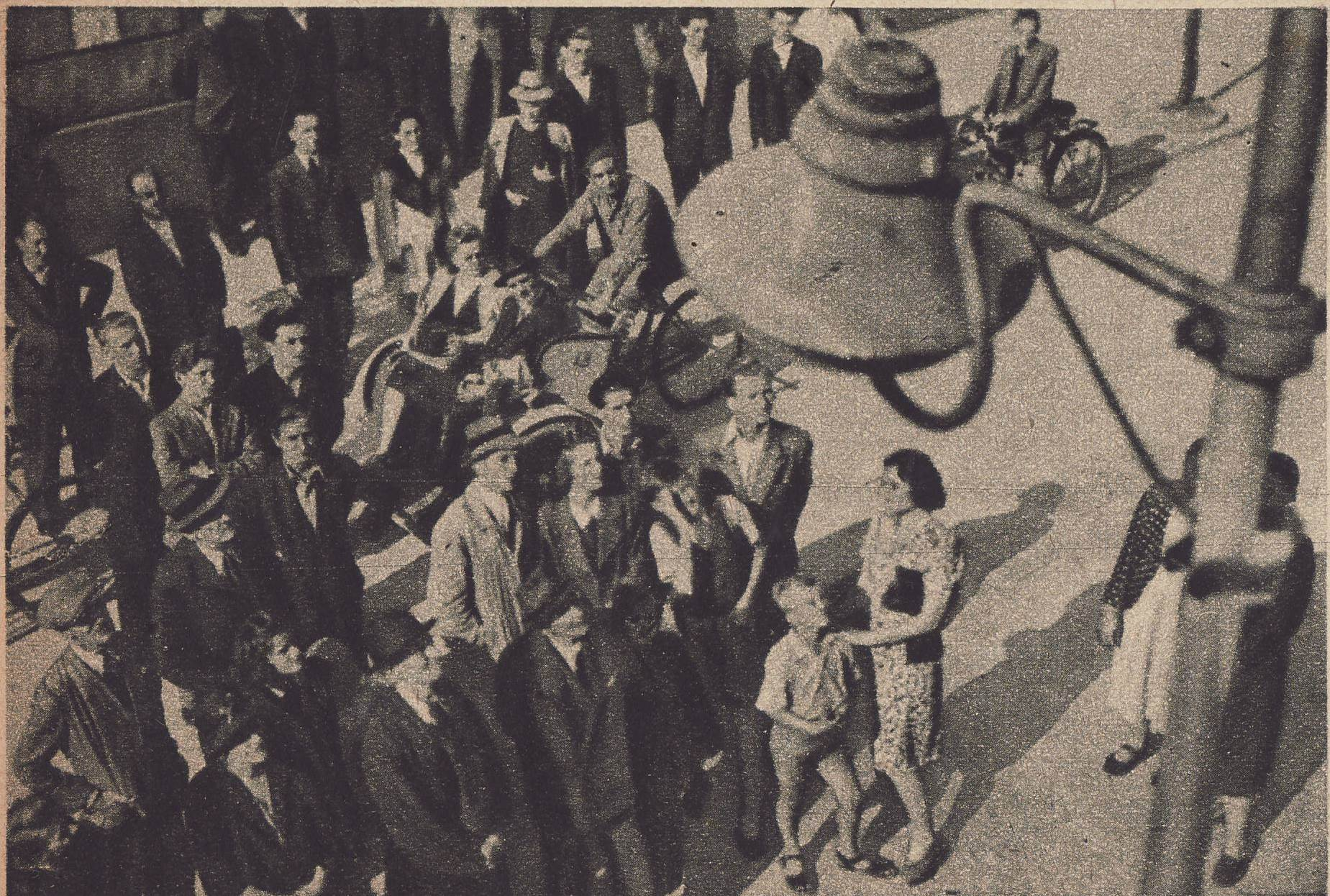
Kadr z filmu

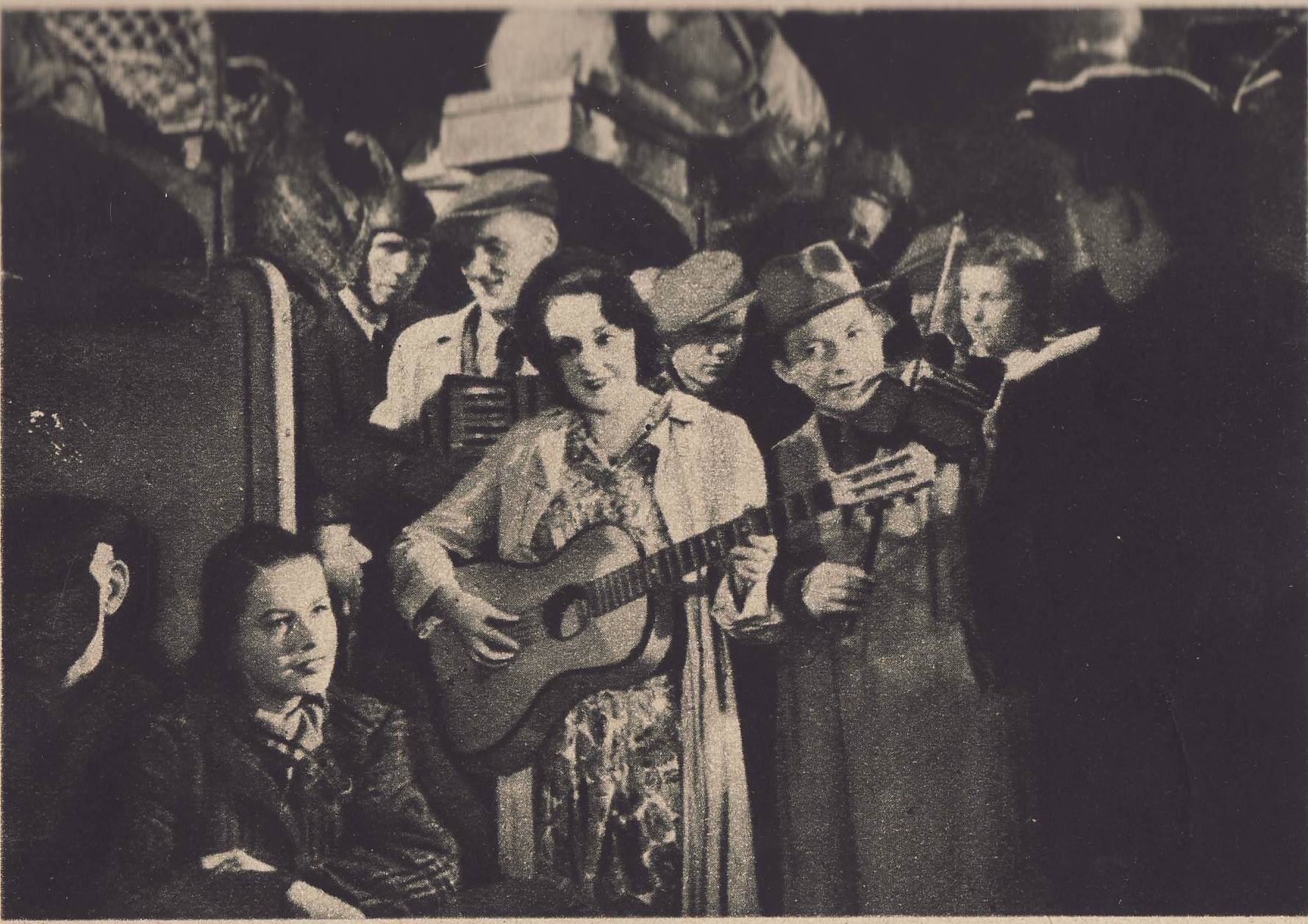
Kadr z filmu

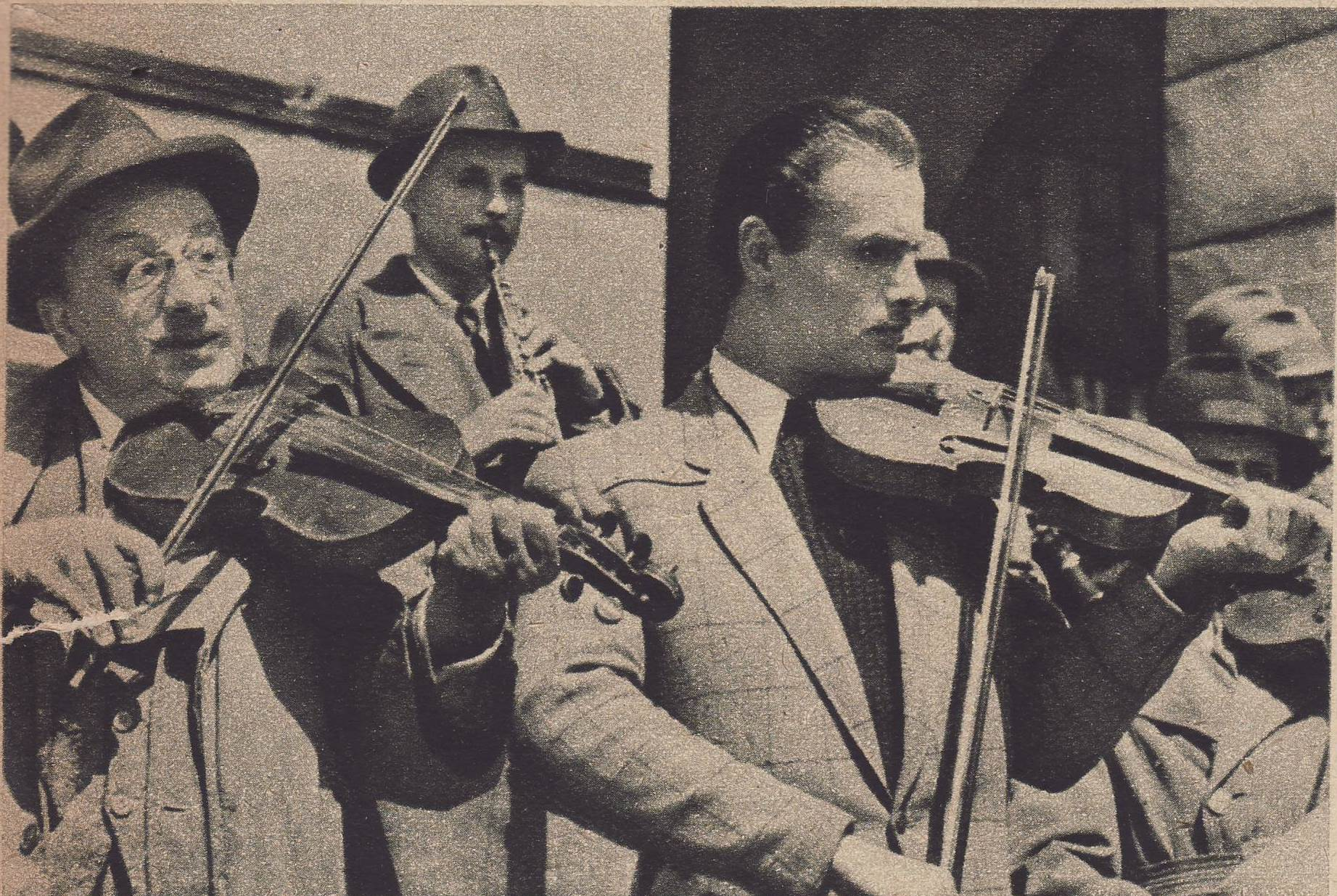
Kadr z filmu

Zakazane piosenki – polski czarno-biały muzyczny film fabularny z 1946 w reżyserii Leonarda Buczkowskiego, według scenariusza Ludwika Starskiego.
Film upamiętnia antyniemiecką i partyzancką twórczość muzyczną czasów II wojny światowej, jednocześnie przedstawiając w epizodach historię okupacji niemieckiej od kapitulacji wrześniowej, aż po wkroczenie Armii Czerwonej do Warszawy. Przedstawione w nim piosenki są w większości oparte na autentycznej twórczości wykonawców ulicznych i orkiestr podwórkowych.
Początkowo twórcy planowali zrobienie średniometrażowego dokumentu muzycznego, jednak po jego ukończeniu w 1946 zdecydowano się wydłużyć go do fabularyzowanej wersji pełnometrażowej. Tym samym Zakazane piosenki stały się pierwszym polskim filmem pełnometrażowym nakręconym po II wojnie światowej w kraju. Premiera filmu odbyła się w 1947. Cieszył się on sporym powodzeniem, jednak krytycy zarzucali mu fałszowanie rzeczywistości okupacyjnej i łagodzenie okrucieństw niemieckich tamtego czasu. W związku z tym film został wycofany z kin i skierowany do poprawy. Wersja zmieniona, w większym stopniu akcentująca grozę czasów wojny, weszła na ekrany w 1948. Również i ona była bardzo popularna. Do początków XXI wieku film obejrzało w kinach około 15 milionów widzów.
W 2020 roku druga wersja filmu została poddana cyfrowej rekonstrukcji i udostępniona jest na platformie 35mm.online. Film w wersji zrekonstruowanej cyfrowo emitowany w telewizji na kanałach: Kino Polska, TVP Kultura.

## Fabuła

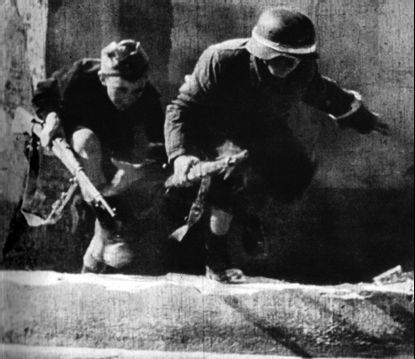
Scena z filmu

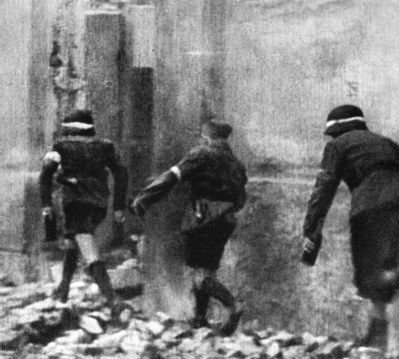
Scena z filmu

### Fabuła
Akcja filmu rozgrywa się od września 1939 aż do wyzwolenia Warszawy w 1945. Muzyk, Roman Tokarski opowiada historię okupacji niemieckiej w Warszawie. W pierwszej fabularnej wersji filmu opowieść tę kieruje do pracowników studia filmowego, zbierającego antyniemieckie i partyzanckie piosenki. W wersji drugiej – do swojego przyjaciela, repatrianta z Anglii, który niezbyt dobrze orientuje się w tym, jak wyglądało życie polskiej stolicy podczas wojny.
W czasie okupacji Roman brał udział w występach ulicznej orkiestry, grającej Warszawiankę, był także, wraz z siostrą, członkiem organizacji podziemnej, brał udział w akcjach bojowych partyzantki oraz w powstaniu warszawskim. Głównemu wątkowi towarzyszą epizody z życia okupowanej Warszawy, związane z ulicznymi śpiewakami, ukrywającym się Żydem, młodą folksdojczką. Wszystkie epizody powiązane są piosenkami.

### Różnice pomiędzy wersjami pełnometrażowymi
W drugiej pełnometrażowej wersji filmu wprowadzono zmiany przede wszystkim w zakresie ramy narracyjnej – bohater o swoich przeżyciach opowiadał nie w atelier filmowym, a w swoim mieszkaniu, a adresatem jego opowieści nie była ekipa filmowa, a koledzy, wśród których znajdował się repatriant z Anglii, który nie znał realiów okupacji i przez to jego wypowiedzi stanowiły w mniejszym lub większym stopniu gafy.
Inne zmiany wprowadzone do drugiej wersji filmu to m.in.:
- młody śpiewak z tramwaju po denuncjacji przez Marię Kędziorek zostaje zastrzelony podczas ucieczki;
- lepiej umotywowano wyrok na konfidentce Marii Kędziorek, jak również nie została pokazana sama scena wykonania wyroku;
- włączono do akcji epizod łapanki ulicznej;
- dodano sceny budowy barykady podczas powstania warszawskiego;
- włączono scenę przekazywania broni przez łączniczkę;
- silniej zaakcentowano rolę Armii Czerwonej jako wyzwolicielki, poprzez dodanie ujęć dokumentalnych z wyzwalania Warszawy;
- dodano scenę, w której gestapowiec bije kobietę pejczem podczas przeszukiwania mieszkania;
- dodano sceny z obozu przejściowego w Pruszkowie;
- usunięto piosenkę Lecą liście z drzewa, jako zbyt pesymistyczną.

## Obsada
Niektórzy z wykonawców, którzy zgłosili się do Filmu Polskiego ze swoim okupacyjnym repertuarem otrzymali w filmie niewielkie role. Profesjonalni aktorzy grający w Zakazanych piosenkach wywodzili się na ogół z teatrów – warszawskich, łódzkich i z krakowskiego Starego Teatru. Dzięki udziałowi w produkcji Buczkowskiego i Starskiego, stali się pierwszymi gwiazdami polskiego filmu powojennego. Jeszcze przed ukończeniem zdjęć do Zakazanych piosenek Danuta Szaflarska, odtwarzająca główną rolę kobiecą, pojawiła się na okładce pierwszego numeru czasopisma „Film”, w tym samym numerze ukazał się też wywiad z aktorką, przeprowadzony przez Zbigniewa Piterę (numer w całości wykupiono).
Niektórych żołnierzy niemieckich odgrywali autentyczni jeńcy wojenni.
Aktorzy występujący w filmie:

- Danuta Szaflarska jako Halina Tokarska
- Jerzy Duszyński jako Roman Tokarski
- Jan Świderski jako Ryszard
- Janina Ordężanka jako matka Haliny i Romana
- Jan Kurnakowicz jako Cieślak
- Stanisław Łapiński jako muzyk
- Zofia Jamry jako Maria Kędziorek
- Konstanty Pągowski jako dozorca
- Józef Maliszewski jako kierownik produkcji filmowej
- Hanna Bielicka jako śpiewaczka uliczna
- Alina Janowska jako śpiewaczka uliczna
- Zofia Mrozowska jako śpiewaczka uliczna
- Leon Pietraszkiewicz jako śpiewak uliczny
- Czesław Piaskowski jako śpiewak uliczny
- Stanisława Piasecka jako śpiewaczka z pociągu
- Bronisław Darski jako śpiewak z pociągu
- Helena Puchniewska jako kobieta z wędliną w pociągu
- Ludwik Tatarski jako gestapowiec Hans
- Kazimierz Wichniarz jako gestapowiec
- Jarosław Skulski jako gestapowiec
- Edward Dziewoński jako gestapowiec
- Henryk Szweizer jako ukrywający się Żyd
- Feliks Żukowski jako Jurek
- Henryk Modrzewski jako znajomy Cieślaka
- Henryk Borowski jako wykonawca wyroku
- Stefan Śródka jako wykonawca wyroku
- Igor Śmiałowski jako hitlerowiec
- Zdzisław Lubelski jako pasażer pociągu
- Artur Młodnicki jako niemiecki oficer
- Adam Mikołajewski jako kolejarz
- Maria Bielicka jako deklamatorka
- Bolesław Bolkowski jako granatowy policjant
- Janina Draczewska jako kioskarka
- Andrzej Łapicki jako konspirator
- Wanda Jakubińska jako kobieta w Pruszkowie
- Kazimierz Dejunowicz jako uchodźca z Warszawy
- Marian Dąbrowski jako uchodźca z Warszawy
- Witold Sadowy jako zastrzelony przez podziemie skrzypek-konfident

## Historia i okoliczności powstania

### Wersja średniometrażowa
Początkowo Ludwik Starski planował nakręcić we współpracy z Leonardem Buczkowskim półgodzinny reportaż muzyczny, który udokumentowałby twórczość ulicznych muzyków warszawskich z czasów okupacji oraz twórczość partyzancką. W założeniu film ten miał ukazywać konflikt między ludową piosenką Ein Heller und ein Batzen, śpiewaną przez żołnierzy Wehrmachtu (znaną pod błędnym tytułem Heili, Hailo), a polskimi utworami okupacyjnymi. Pierwszą piosenką miało być Dnia pierwszego września roku pamiętnego, upamiętniające kapitulację 1939, ostatnią – Serce w plecaku, wykonywane przez polskich żołnierzy w już odzyskanej stolicy. Fabularyzowana była rama filmu – historię piosenek miał opowiadać ich zbieracz, który zgłosił się do atelier filmowego, kolekcjonującego antyniemiecką muzyczną twórczość uliczną. Całość nie miała mieć w założeniu innych indywidualnych bohaterów, a wykonawcami utworów mieli być liczni i różnorodni mieszkańcy stolicy, dzięki czemu widz miał nabrać przekonania o tym, jak powszechną bronią przeciwko okupantowi była warszawska piosenka.
We wrześniu 1945 rozpoczęto poszukiwania ludzi, którzy wykonywali antyniemieckie i partyzanckie piosenki w czasie wojny i za pomocą afiszy zachęcano ich do zgłaszania się do Filmu Polskiego. Zwracano się także do osób, które są w posiadaniu odpisów takowych piosenek i proszono je o ich dostarczenie. Starski i Buczkowski próbowali także znaleźć ludzi, którzy sami byliby wykonawcami piosenek antyniemieckich lub takowych wykonawców znali, poprzez zasięganie języka na warszawskich targowiskach.
Od końca tego miesiąca rejestrowano już pierwszych wykonawców i ich utwory w atelier Filmu Polskiego w Łodzi. Pewną trudnością była konieczność ustalenia ewentualnych przedwojennych autorów piosenek i uzgodnienia z nimi kwestii praw autorskich, tym bardziej że pojawiali się liczni oszuści, przypisujący sobie autorstwo konkretnych utworów i domagający się opłaty za ich wykorzystanie w filmie. Starski i Buczkowski spotykali się z nimi wszystkimi i próbowali ustalić, czy ich roszczenia są słuszne. Ostatecznie udało się w ten sposób ustalić jednego autora – okazało się, że twórcą piosenki Serce w plecaku był Michał Zieliński (choć wcześniej jako prawdopodobnych autorów wymieniano Juliana Tuwima i Antoniego Słonimskiego). Zieliński mógł łatwo dowieść swojego autorstwa, gdyż piosenka została przed wojną opublikowana w tomiku Wiersze żołnierskie Narodowego Instytutu Wydawniczego, jego nazwisko włączono więc do czołówki filmu.
Film powstał na przełomie 1945 i 1946, w całości kręcony był w Łodzi, gdzie zrekonstruowano jedynie niektóre plenery warszawskie. Ta wersja filmu nie miała publicznej premiery.

### Pierwsza wersja pełnometrażowa
Tymczasem narastała potrzeba zrobienia pierwszego po II wojnie światowej fabularnego filmu polskiego – publiczność domagała się polskiej produkcji pełnometrażowej, z opóźniającego się jej powstania żartowały „Szpilki” i kabarety. Projekty, które miały szansę stać się taką produkcją (film o Korczaku według scenariusza Starskiego, Robinson warszawski Jerzego Andrzejewskiego i Czesława Miłosza czy Dwie godziny Ewy Szelburg-Zarembiny i Jana Marcina Szancera), borykały się z trudnościami. Wobec tego podjęto decyzję o przekształceniu Zakazanych piosenek w produkcję pełnometrażową, tym bardziej że twórcy zgromadzili ilość materiału znacznie przekraczającą średni metraż. Według Piotra Śmiałowskiego decyzja ta zapadła 4 grudnia 1946, podczas spotkania ministra informacji Feliksa Widy-Wirskiego z ekipą pracującą nad Zakazanymi piosenkami (kręciła ona akurat scenę z piosenką o klęsce wrześniowej), spotkanie to odbyło się podczas otwarcia atelier filmowego w Łodzi. Według Edwarda Zajička o przekształceniu Zakazanych piosenek w pełny metraż zdecydowano podczas ich kolaudacji.
Ludwik Starski przystąpił do zmiany scenariusza, praca ta zajęła mu trzy tygodnie. Wprowadził postacie indywidualnych bohaterów i epizody z ich życia, połączone piosenkami.
Kręcenie fabularnej, pełnometrażowej wersji Zakazanych piosenek rozpoczęto w maju 1946. Większość filmu powstawała w Łodzi. Na ulicy Łąkowej dokonano rekonstrukcji warszawskich ulic (Boduena, Jasnej i Szpitalnej, wszystkie położone opodal Domu Braci Jabłkowskich). W połowie lipca ekipa filmowa udała się do Warszawy, gdzie nakręciła część plenerów (m.in. wejście niemieckich żołnierzy do Warszawy i walki na Starówce).
Podczas zdjęć doszło do kilku incydentów. Jeden z nich miał miejsce w czasie kręcenia scen walk na Starówce, których akcja rozgrywała się w 1944 – aktor Jerzy Duszyński, podczas odgrywania sceny, niechcący postrzelił pomocnika operatora (w tamtym czasie nie stosowano jeszcze ślepej amunicji). Do innych incydentów dochodziło podczas kręcenia scen rozgrywających się w tramwaju – przechodnie, widząc aktorów w niemieckich mundurach, brali ich za autentycznych żołnierzy Wehrmachtu i reagowali agresją. Także scena kręcenia ulicznego marszu śpiewających żołnierzy hitlerowskich wzbudziła duże emocje postronnych, którzy nie zauważyli ekipy filmowej i nie zdawali sobie sprawy, że patrzą na inscenizację.
Ze względu na to, że polska produkcja filmowa musiała dopiero odbudować się po wojnie, film borykał się z problemami organizacyjnymi. Brakowało np. taśmy filmowej, którą twórcy zmuszeni byli kupować po trochu z rozmaitych, w tym pokątnych i przypadkowych, źródeł, co z kolei wymuszało na operatorze wykonywanie próbek z każdej szpuli taśmy, dla upewnienia się, że wszystkie mają jednolite parametry fotograficzne. Brakowało także kostiumów, więc aktorki musiały występować we własnych strojach. Borykano się również z niedoświadczeniem ekipy filmowej – większość pracowników technicznych dopiero na planie uczyła się rzemiosła, inni wracali do pracy po wieloletniej przerwie spowodowanej wojną. Filmowcom doskwierały też ograniczenia sprzętowe – ze względu na brak przenośnego sprzętu (m.in. prądnic, aparatury dźwiękowej) rekonstrukcje ulic musiały odbywać się w pobliżu studia filmowego w Łodzi. Brakowało też aparatury zdolnej do nagrywania dźwięku na osobną taśmę, tak więc piosenki zostały nagrane wcześniej i odtwarzane podczas kręcenia, a aktorzy wykonywali je z playbacku. Całość dźwięków była rejestrowana kamerą, która, dla zminimalizowania szumów, była otulona kołdrą. Dopiero pod koniec pracy filmowcy otrzymali aparaturę dźwiękową ze Szwecji. Dodatkowym problemem był niedostatek kamer – ekipa miała do dyspozycji wyłącznie dwie: jedną, niemą, znaleziono w Krakowie w siedzibie Hansa Franka, drugą, czterdziestokilogramową, umożliwiającą rejestrację dźwięku, zdobyła w Niemczech Czołówka Filmowa Wojska Polskiego.
W trakcie produkcji pojawiały się też coraz liczniejsze zastrzeżenia ideologiczne, związane z przesłaniem filmu. Alina Madej sugeruje, że wobec tych zastrzeżeń nie zrezygnowano z Zakazanych piosenek wyłącznie z uwagi na fakt, że film był wcześniej intensywnie reklamowany i oczekiwany przez publiczność, produkcję więc doprowadzono do końca.
W sierpniu 1946 zdjęcia były już ukończone i film był skierowany do montażu. Realizacja filmu kosztowała ponad 624 tysiące złotych. Ta wersja miała 3030 metrów.
Premiera filmu odbyła się 8 stycznia 1947 w kinie „Palladium” w Warszawie (następnego dnia film wyświetlano także w kinach „Polonia”, „Atlantic” i „Stylowe”). Jak donosił „Express Wieczorny”, widzowie pojawili się przed kasami już przed południem, wśród niecierpliwie oczekujących doszło do szeregu bójek, demolowano kina i sąsiadujące z nimi lokale, w związku z czym kina, w których wyświetlano Zakazane piosenki musiały być ochraniane przez milicję i ORMO. Według wspomnień Ludwika Starskiego zgromadzona na premierze publiczność płakała ze wzruszenia. Film wyświetlany był w Warszawie aż do połowy lutego.

### Druga wersja pełnometrażowa
Mimo dużego powodzenia u publiczności, Zakazane piosenki spotkały się jednak z licznymi negatywnymi głosami krytyków – filmowi zarzucano łagodzenie hitlerowskich zbrodni i niedostateczne oddanie grozy czasów okupacji, podkreślanie roli polskich zdrajców, niepoważne pokazanie polskiej martyrologii i tandetność. Pod naporem krytyki, po kilku miesiącach wyświetlania, film został zdjęty z ekranów na żądanie Ministerstwa Informacji i Propagandy, a Komisja ds. Filmu działająca przy PPR skierowała film do poprawy. Z pierwotnej wersji wycięto więc w zasadzie jedną trzecią filmu – około 800 metrów (26 minut), a dokręcono 850. Główna zmiana dotyczyła ramy narracyjnej – o ile w wersji pierwszej adresatami historii opowiadanej przez głównego bohatera byli pracownicy studia filmowego, o tyle w drugiej bohater opowiadał o okupacji i piosenkach swojemu przyjacielowi-żołnierzowi, repatriantowi z Anglii, który nie miał pojęcia o krajowych realiach okupacyjnych. Dodano też sceny mające ukazać okrucieństwo Niemców. Niektóre ze scen wersji poprawionej kręcone były przez asystentów Buczkowskiego – Jerzego Kawalerowicza i Kazimierza Sheybala.
Premiera wersji zmienionej odbyła się 2 listopada 1948 w kinie Atlantic. Druga wersja filmu miała 3000 metrów. Według relacji dziennikarza „Życia Warszawy” również tym razem film cieszył się powodzeniem – w pierwszy dzień po wznowieniu emisji publiczność odwiedziła kina na tyle licznie, że wymagały one ochrony milicyjnej, w kolejnych dniach przed kinami ustawiały się długie kolejki.

## Piosenki
W afiszach, zachęcających do zgłaszania się twórców i zbieraczy antyniemieckich piosenek okupacyjnych pisano zabroniona piosenka, przybrana w niezgrabne rymy, była często zwycięskim konkurentem propagandowych ryków oszalałej tuby Goebbelsa. W zamyśle twórców właśnie na konflikcie pomiędzy hitlerowskimi Heili, Hailo oraz taktami z Deutschland, Deutschland, über alles a polskimi piosenkami ulicznymi i partyzanckimi miała opierać się dramaturgia filmu. Wykorzystanie piosenek jako tworzywa fabuły wymusiło na Buczkowskim zastosowanie montażu pod muzykę w stopniu wcześniej nieobecnym w polskim kinie; montaż w Zakazanych piosenkach może opierać się na współgraniu obu elementów, ale też na ich zestawieniu kontrapunktowym.
W filmie przedstawiono w sumie 14 piosenek. Prawie wszystkie oparte są na autentycznej twórczości wykonawców ulicznych i orkiestr podwórkowych, zarejestrowanej w odpowiedzi na ogłoszenie Filmu Polskiego. Wyjątkami są jedynie napisana przez Ludwika Starskiego na melodię Miasteczka Bełz piosenka Warszawo ma oraz Lecą liście z drzewa Wincentego Pola. Piosenki ułożone są chronologicznie, każdej z nich poświęcony jest osobny epizod, w sumie całość przekazuje historię okupacji. Piosenki wykonywane są częściowo przez autentycznych wykonawców ulicznych, a częściowo przez aktorów i aktorki.
W filmie śpiewane są m.in. utwory: Serce w plecaku Michała Zielińskiego, Lecą liście z drzewa Wincentego Pola, Warszawo ma Ludwika Starskiego, Dnia pierwszego września roku pamiętnego, Gdy w noc wrześniową północ wybiła, Siekiera, motyka, piłka, szklanka, Czerwone jabłuszko, Teraz jest wojna, kto handluje, ten żyje, Rozszumiały się wierzby płaczące oraz Oj bida, bida.
Opracowane przez Romana Palestera piosenki, dzięki dobrej, umiarkowanej, stylizacji (celowe błędy językowe, proste rymy, „warszawski” sposób wymowy, naiwne obrazowanie i elementy kolorytu lokalnego), są autentyczne i pozwalają twórcom uchwycić atmosferę wielkomiejskiego folkloru.
Wykorzystane w filmie piosenki zyskały dzięki niemu nową popularność – według opublikowanej w „Filmie” (11/1947) relacji, po premierze Zakazanych piosenek chętnie podśpiewywano na ulicach i w knajpach filmowe utwory (nie zawsze tylko polskie – autor relacji przytacza przypadek wyśpiewywania niemieckiej piosenki Ein Heller und ein Batzen przez pijanych imprezowiczów). Ta popularność powróciła po latach – wiele z zarejestrowanych w filmie piosenek, ze zmienionym tekstem, śpiewano w czasie stanu wojennego.

## Odbiór
Pierwsza pełnometrażowa wersja filmu cieszyła się olbrzymim powodzeniem wśród widzów – bilety wykupywano błyskawicznie, w kinach wybuchały awantury pomiędzy zniecierpliwionymi widzami, walczącymi o bilety, spopularyzowały się także śpiewane w filmie piosenki. Reakcje krytyki nie były już tak entuzjastyczne. Pierwsze recenzje były raczej pozytywne – Zbigniew Pitera (Film 11/1947) chwalił Zakazane piosenki za spełnienie oczekiwań na pierwszy film polski, zaznaczał jednak, że epizodyczna formuła filmu szkodzi jego jedności dramaturgicznej oraz wpływa na szkicowe potraktowanie postaci; według niego nie dyskwalifikowało to jednak filmu, jako że wyobraźnia widza mogła wypełnić ewentualne luki. Również Marian Promiński w „Odrodzeniu” (5/1947) zwracał uwagę na szkicowość filmu, a także na uproszczenie obrazu okupacji, ten jednak recenzent chwalił Zakazane piosenki za unikanie brutalności, humor, a także za odpowiedź na sentymentalne potrzeby Polaków. Jerzy B. Klima („Kurier Polski” 27 I 1947) oraz Mieczysław Drobner („Film” 11/1947) chwalili warstwę muzyczną filmu, która, ich zdaniem, znakomicie oddawała emocje widzów. Jalu Kurek w „Dzienniku Polskim” chwalił pomysł na film, z kolei w dzienniku „Ziemia Pomorska” wyrażano uznanie za doskonałe oddanie realiów okupacyjnej Warszawy. Krytyka chwaliła też powszechnie aktorów i scenografię.
Bardzo negatywnie na film zareagowała natomiast „Kuźnica” – jej redakcja zorganizowała w łódzkim „Klubie Pickwicka” dyskusję na temat Zakazanych piosenek, podczas której zarzucono filmowi m.in. zawężoną perspektywę okupacji, ganiono scenę wyroku na folksdojczce, który miał być zbyt słabo umotywowany oraz niezgodność z okupacyjnymi realiami. Uczestniczący w dyskusji Henryk Szletyński odmówił ponadto filmowi walorów artystycznych i oskarżył go o deprawowanie gustu publiczności. Na łamach „Kuźnicy” (4/1947) ukazał się także tekst Adama Ważyka, który wysuwał wobec filmu liczne zarzuty. Częściowo ganił go za niedostatki artystyczne, które wynikały jego zdaniem ze spontanicznego wydłużenia krótkiego w zamierzeniu dokumentu do formy pełnometrażowej; niedostatkami tymi miały być epizodyczność, słabe zawiązanie akcji, schlebianie tandetnym gustom publiczności oraz za zbliżenia twarzy i umieszczanie w kadrze pojedynczych sylwetek bohaterów. Pozostałe jego zarzuty dotyczyły przesłania filmu – brak konkretności historycznej oraz zafałszowanie okupacyjnej rzeczywistości. Ważyk wskazywał, że za słabość filmu odpowiedzialne było w dużej mierze przesiąknięcie filmowców przedwojennymi przyzwyczajeniami. Po recenzji Ważyka nasiliły się negatywne oceny dzieła – filmowi, wzorem Ważyka, zarzucano tani sentymentalizm i zastępowanie rzeczywistej okupacyjnej grozy atmosferą beztroski (Zbigniew Jurkiewicz, „Pokolenie” 2/1947), a także ckliwość, kicz i wzbudzanie łatwych wzruszeń, które nie pozwalają na obiektywne dostrzeżenie niedostatków filmu (Jerzy Wyszomirski, „Dziennik Łódzki”, 15/1947, Jerzy Waldorff, „Przekrój” 94/1947). Waldorff traktował także „Zakazane Piosenki” jako dowód na to, że być może Film Polski jako instytucja nie sprawdza się i nie potrafi wywiązać się z powierzonych mu zadań. W prasie zaczęły pojawiać się wypowiedzi (w artykułach redakcyjnych i listach czytelników) oskarżające film o akcenty antypolskie, publikowano także apele o to, by nie wyświetlać tego filmu za granicą. „Trybuna Robotnicza” (1 lutego 1947), krytykując film, powoływała się na oburzenie, jakie budzi on w byłych więźniach hitlerowskich obozów koncentracyjnych (nie wskazywano jednak o jakich konkretnie więźniów chodzi i gdzie wyrażali oni to oburzenie).
Druga wersja filmu cieszyła się ponownie dużym powodzeniem publiczności. Pojawiły się też pozytywne głosy krytyki – „Głos Robotniczy” (13 XI 1948) chwalił dokonane przeróbki, a Bogdan Brzeziński w „Dzienniku Polskim” (287/1948) z zadowoleniem stwierdzał, że krytyka przysłużyła się filmowi, gdyż dzięki temu wzbogacił się o interesujące wątki i śmiało może być pokazywany za granicą. Nie brakowało jednak także głosów krytycznych – Jerzy Płażewski („Odrodzenie”, 1948 nr 47) zarzucał filmowi banalność i płytkość, Jerzy Toeplitz („Film” 1948, nr 7) natomiast ganił kontrast między ambitnymi zamierzeniami a błahością tematu.
Niezależnie od zarzutów krytyki film cieszył się wciąż sporą popularnością – w ciągu pierwszych trzech lat od jego powstania liczba jego widzów wyniosła około 10,8 miliona, a więc dwa razy więcej niż ówczesna średnia liczba widzów na film.
W kolejnych latach po powstaniu film eksportowany był do ZSRR, Bułgarii, Czechosłowacji, na Węgry (1949), Izraela (1950), Rumunii, Albanii, USA (1951), Finlandii (1952), Iranu (1953), Holandii i Kanady (1954).
Również w następnych latach Zakazane piosenki były chętnie oglądane – do początków XXI wieku liczba ich widzów osiągnęła około 15 milionów, film osiągnął też trzecie miejsce w kategorii „dramat filmowy” w plebiscycie na najlepszy film polski, przeprowadzonym przez „Gazetę Wyborczą” i „Tygodnik Antena”. W sondażu przeprowadzonym w 2009 dla tygodnika „Newsweek Polska” na najlepszy polski film lub serial o tematyce wojennej Zakazane piosenki znalazły się na szóstym miejscu (wymienione przez 4,4% respondentów). Pojawiły się także w gronie najwybitniejszych filmów polskich wybranych w ankiecie „Kwartalnika Filmowego”, przeprowadzonej z okazji stulecia kina wśród 72 twórców i badaczy filmu.
Jacek Fuksiewicz twierdzi, że swoje wieloletnie powodzenie Zakazane piosenki zawdzięczają optymizmowi i humorowi oraz ukazaniu społeczeństwa polskiego jako takiego, któremu udało się uzyskać wewnętrzną niepodległość nawet w warunkach hitlerowskiej okupacji. Również Bożena Janicka tłumaczy popularność filmu tym, że spełnia on funkcję ku pokrzepieniu serc. Małgorzata Hendrykowska wskazuje natomiast, że film ten mógł pełnić funkcje katarktyczne po czasach wojennego okrucieństwa i – poprzez wizję Polaków odważnych i sprytnych, zdolnych do oszukania okupanta – budzić w widzach dumę i zadowolenie.